# نووین بردووسکیه
نووین بردووسکیه (به لاتین: Nowiny Brdowskie) یک روستا در لهستان است که در گمینا بابیاک واقع شده‌است. نووین بردووسکیه ۷۰ نفر جمعیت دارد.